# Isten rabjai (regény)
Isten rabjai Gárdonyi Géza regényének, illetve feldolgozásainak címe.
A regényt 1908-ban adták ki először. A tatárjárás után játszódó történelmi témájú regényben a szerző Szent Margit legendáját dolgozta fel (egy évnyi kutatómunka után). A kritikusok szerint kiemelkedő a mű életszerű, finoman kidolgozott atmoszférája.

## Története
|  | Alább a cselekmény részletei következnek! |

A regényben Árpád-házi Szent Margit életét gyermekkorától haláláig követhetjük nyomon Jancsi fráter szemszögéből. Egy kertész fia, Jancsi első találkozásuk alkalmával beleszeret Margitba, s bár szerzetessé avatják, mindvégig Margit közelében éli életét. A Nyulak-szigetei kolostor kertjét gondozza, és így  a kor jelentős eseményei zajlanak körülötte. Tanúja lehet a trón körüli viszálynak, és Margit békítő szándékának. Amikor Margit az önsanyargatása miatt meghal, Jancsi plátói szerelmével a regény is befejeződik.
|  | Itt a vége a cselekmény részletezésének! |

## Fogadtatása, megítélése
Gárdonyi e művének nem volt kezdetben egyhangúlag pozitív a fogadtatása. Nem csak egyházi körökből érte támadás és kritika a vallás, kolostori élet, szerzetesség ábrázolása miatt, hanem a modern irodalmi élet is értetlenül fogadta. Eme hangoknak csak egyik oka volt az akkor érzékenyebb vallási-egyházi téma (a "szentté-válás" maga és a Margit-legenda feldolgozási módja), hanem az is, hogy Gárdonyi jól láthatóan közbülső helyre került a klasszikus 19. századi magyar prózairodalom formái, ábrázolási módjai és az éppen születőben lévő ún. urbánus-polgári irodalom új formai-tartalmi jellegzetességei közt. Ez a folyamat és helyzet éppen talán ennél a regényénél érezhető legjobban. Ennek ellenére később, mind egyházi körökből (lásd Sík Sándor), mind pedig a modern prózairodalom kritikusai részéről (pl. Nyugat első nemzedéke) ez megváltozott és sokkal elfogadóbbá, pozitívabbá vált a kritikai visszhang is és az értékelés is.

## Feldolgozások

### Rádiójáték
Barsi Ödön 1935-ben Gárdonyi Géza Isten rabjai című művének feldolgozásával a Magyar Rádió tízéves jubileumára meghirdetett hangjátékpályázaton első díjat nyert.

### Film
Isten rabjai fekete-fehér magyar hangosfilm, 1942. szeptember 18-án mutatták be. Gárdonyi Géza regénye alapján készült film, a Jeszenszky Film Társaság egyetlen műve.

#### Készítői
rendező: Pacséry Ágoston
író: Gárdonyi Géza
forgatókönyvíró: Lajthay Károly és Barsi Ödön
zeneszerző: Náray Antal
operatőr: Fekete Ferenc
producer: Jeszenszky Ferenc

#### Szereposztás
Margit hercegnő: Bulla Elma
János Fráter: Szilassy László
IV. Béla Király: Lehotay Árpád
Béla Király felesége: Tasnádi Ilona
Rudolf: Horváth László
Főnővér: Zala Karola
Perjel: Harsányi Rezső
Cseh dalnok: Kazal László
A láthatatlan ember - Gárdonyi Géza színes magyar dokumentumfilm Gárdonyiról, melyben pár perces részleteket mutattak be a regényből.

#### Készítői
rendező: Nagy Katalin
író: Gárdonyi Géza
operatőr: Boldizsár Károly

#### Szereposztás
Margit hercegnő: Málnay Zsuzsa